# Klaus Höhne
Klaus Wilhelm Bruno Höhne (* 13. Juni 1927 in Hamburg; † 21. August 2006 in Murnau am Staffelsee) war ein deutscher Schauspieler und Synchronsprecher.

## Leben
Klaus Höhne begann als Statist am Deutschen Schauspielhaus in Hamburg und nahm anschließend privaten Schauspielunterricht bei Joseph Offenbach. 1951 gab er sein Bühnendebüt in Hamburg, wo er bis 1954 an verschiedenen Theatern spielte. Weitere Stationen seiner Laufbahn waren Aachen, Stuttgart, Bochum und Wien.
Daneben wirkte Höhne ab 1960 auch häufig an Film- und Fernsehproduktionen mit. Er spielte unter namhaften Regisseuren wie Luchino Visconti (Die Verdammten) und Rainer Werner Fassbinder (Berlin Alexanderplatz nach Alfred Döblin), in Literaturverfilmungen wie Exil (einer Kurzserie nach Lion Feuchtwanger), Ein Kapitel für sich (einem Mehrteiler nach Walter Kempowski) und Der Winter, der ein Sommer war (einem Dreiteiler nach Sandra Paretti).
In Kinofilmen wie Die wilden Fünfziger frei nach Johannes Mario Simmel und der Klamotte Is’ was, Kanzler? hatte er ebenso Auftritte wie in zahlreichen Fernsehserien, so in Der Kommissar, Derrick und Der Alte, sowie in drei Filmen der Reihe Ärzte: Dr. Vogt als Vater der Hauptfigur Dr. Vogt (Sven-Eric Bechtolf). Besondere Popularität erreichte Höhne durch seine Darstellung des Kommissar Konrad als erster Tatort-Ermittler des Hessischen Rundfunks. Zwischen 1971 und 1979 war er in acht Filmen der ARD-Krimiserie der leitende Ermittler, in vier weiteren hatte er Gastauftritte.
Höhne war außerdem umfangreich in der Synchronisation tätig, so u. a. für Warner Oland und Sidney Toler in den Charlie-Chan-Filmen. Darüber hinaus synchronisierte er Jacques Godin als „Israel Hands“ in dem ZDF-Vierteiler Die Schatzinsel, Bernard Blier (in Der Herr mit den Millionen), Lloyd Bridges (in Mafia! – Eine Nudel macht noch keine Spaghetti!), Nigel Hawthorne (in Was ihr wollt), Donald Pleasence (in Im Westen nichts Neues sowie im Mehrteiler 100 Karat nach Sidney Sheldon) und Robert Hardy in der BBC-Fernsehserie Der Doktor und das liebe Vieh. Auch David Suchet in den neueren Hercule-Poirot-Verfilmungen und Richard Harris in der Harry-Potter-Filmreihe lieh er seine Stimme. Nach Harris’ Tod übernahm er auch die Synchronisation von Michael Gambon als Nachfolger in der Rolle des Prof. Albus Dumbledore.
Höhne war zudem Gastdozent für Schauspiel am Mozarteum in Salzburg.
Am 21. August 2006 starb Höhne nach kurzer Krankheit; er wurde 79 Jahre alt. Er wurde auf dem Waldfriedhof Dahlem (Feld 006-371) in Berlin bestattet.

## Filmografie
- 1960: Agatha, laß das Morden sein!
- 1960: Der Hauptmann von Köpenick
- 1963: Fernfahrer (3 Folgen)
- 1963: Hafenpolizei: Marihuana
- 1965: Das Kriminalmuseum: Das Feuerzeug
- 1966: Adrian der Tulpendieb
- 1967: Wilder Reiter GmbH
- 1967: Das Kriminalmuseum: Das Kabel
- 1968: Die goldene Pille
- 1968: Das Kriminalmuseum: Das Goldstück
- 1968: Vier Stunden von Elbe 1
- 1968: Die seltsamen Methoden des Franz Josef Wanninger (Folge 24: Skatbrüder)
- 1969: Asche des Sieges
- 1969: Der Kommissar: Das Ungeheuer (als Mörder Kurt Kaduhn)
- 1969: Bitte recht freundlich, es wird geschossen (Fernseh-Zweiteiler)
- 1969: Die Verdammten (La Caduta degli Dei)
- 1971: Der Kommissar: Die andere Seite der Straße
- 1971: Tatort: Frankfurter Gold (Kommissar Konrad)
- 1971: Im Fahrwasser
- 1972: Tatort: Der Fall Geisterbahn (Kommissar Konrad)
- 1972: Tatort: Kressin und die Frau des Malers (Kommissar Konrad, als Gast)
- 1972: Tatort: Strandgut (Kommissar Konrad, als Gast)
- 1972: Tatort: Kennwort Gute Reise (Kommissar Konrad)
- 1973: Graf Luckner (Les aventures du Capitaine Lückner)
- 1974: Tatort: Eine todsichere Sache (Kommissar Konrad)
- 1974: Derrick: Waldweg
- 1975: Die Insel der Krebse
- 1975: Tatort: Die Rechnung wird nachgereicht (Kommissar Konrad)
- 1975/78: Lady Dracula
- 1976: Alle Jahre wieder – Die Familie Semmeling
- 1976: Tatort: Kassensturz (Kommissar Konrad, als Gast)
- 1976: Tatort: Zwei Flugkarten nach Rio (Kommissar Konrad)
- 1976: Der Winter, der ein Sommer war
- 1977: Tatort: Flieder für Jaczek (Kommissar Konrad)
- 1978: Tatort: Der Mann auf dem Hochsitz (Kommissar Konrad, als Gast)
- 1978: Derrick: Abendfrieden
- 1979: Tatort: Der King (Kommissar Konrad)
- 1979: Ein Kapitel für sich
- 1980: Polizeiinspektion 1 – Das Denkrohr
- 1980: Knobbes Knoten
- 1980: Berlin Alexanderplatz
- 1980: Der Alte – (Folge 38: Magdalena)
- 1981: Exil
- 1981: Polizeiinspektion 1 – Urlaubsfreuden
- 1981: Der Alte – (Folge 53: Die Unbekannte)
- 1982: Unheimliche Geschichten (Fernsehserie, Folge 4) – Eine schwarze Katze
- 1983: Die wilden Fünfziger
- 1983: Tatort: Der Schläfer (Kutschner, der Schläfer)
- 1983: Is was, Kanzler?
- 1984: Derrick: Das seltsame Leben des Herrn Richter
- 1984: Schwarz Rot Gold: Blauer Dunst
- 1985: Die Krimistunde (Fernsehserie, Folge 13, Episode: „Der zweite Schuldspruch“)
- 1985: Tatort: Acht, neun – aus (Bruno Komsack, Boxpromoter)
- 1985: Der Fahnder – Freispiel für Klimmek
- 1985: Derrick: Ein unheimlicher Abgang
- 1986: Geschichten aus der Heimat (Fernsehserie) Episode: Eine Nacht im Paradies
- 1987: Der Alte – (Folge 114: Die Abrechnung)
- 1988: Oh Gott, Herr Pfarrer (Fernsehserie)
- 1989: Forstinspektor Buchholz
- 1991: Die Männer vom K3: Der Vollmond Mörder
- 1993: Harry und Sunny
- 1994: Blankenese
- 1995: Großstadtrevier: Die Uhr des Lebens (Fernsehserie)
- 1995: Zoff und Zärtlichkeit
- 1996: Dr. Stefan Frank – Der Arzt, dem die Frauen vertrauen – Zu jung zum sterben
- 1997: Ärzte: Freundschaften
- 1997: Derrick: Fundsache Anja
- 1997: Der Alte – Folge 227: Zwei Tote – Wofür?
- 1997: Ärzte: Neuanfang
- 1997: Heimatgeschichten: Alte Liebe
- 1998: Derrick: Anna Lakowski
- 1999: Ärzte: Auf Leben und Tod
- 2001: Der Alte - (Folge 272 Du wirst sterben)

## Synchronarbeiten (Auswahl)

### Filme
- 1966: Gian Maria Volonte als El Chuncho in Töte Amigo
- 1976: Warner Oland als Charlie Chan in Charlie Chan in London
- 1999: Claude Piéplu als Miraculix in Asterix und Obelix gegen Caesar
- 2001: Richard Harris als Prof. Albus Dumbledore in Harry Potter und der Stein der Weisen
- 2002: Richard Harris als Prof. Albus Dumbledore in Harry Potter und die Kammer des Schreckens
- 2004: Michael Gambon als Prof. Albus Dumbledore in Harry Potter und der Gefangene von Askaban
- 2005: Michael Gambon als Prof. Albus Dumbledore in Harry Potter und der Feuerkelch

### Serien
- 1974: als Griechischer Kapitän in Wickie und die starken Männer
- 1980: als Friedrich (orange) in Luzie, der Schrecken der Straße
- 1981: als Onkel Bill in Doctor Snuggles
- 1990–2000: Steven Hill als District Attorney Adam Schiff in Law & Order (227 Episoden)
- 1997–2004: Dan Castellaneta als Opa Phil in Hey Arnold!
- 1999: Trey Parker als Opa Marsh (1. Stimme) in South Park

## Hörspiele
- 1963: Edna Sherry: In zweiter Instanz – Regie: Günter Siebert (Hörspiel – RB)
- 1971: Arnold E. Ott: Radar-Kontrolle – Regie: Heinz-Günter Stamm (Hörspiel – BR)